# Delnice, Gorenja vas - Poljane
Delnice so naselje v Občini Gorenja vas - Poljane.